# هولي ديكس
هولي ديكس (بالإنجليزية: Hollie Dykes) هي لاعبة جمباز فني أسترالية، ولدت في 12 سبتمبر 1990.

## وصلات خارجية
- هولي ديكس على موقع الاتحاد الدولي للجمباز (licence) (الإنجليزية)
- هولي ديكس على موقع الاتحاد الدولي للجمباز (biography) (الإنجليزية)
- هولي ديكس على موقع اتحاد ألعاب الكومنولث (مؤرشف) (الإنجليزية)
- هولي ديكس على موقع دورة ألعاب الكومنولث 2006 (مؤرشف) (الإنجليزية)